# Синклер, Джеймс, 19-й граф Кейтнесс
Джеймс Родерик Синклер, 19-й граф Кейтнесс (29 сентября 1906 — 9 мая 1965) — шотландский дворянин, офицер британской армии во время Второй мировой войны, а также глава клана Синклеров.

## Биография
Родился 29 сентября 1906 года. Единственный сын преподобного достопочтенного Чарльза Огастеса Синклера (1865—1944) и Мэри Энн Харман (? — 1938). Внук Джеймса Огастеса Синклера, 16-го графа Кейтнесса (1827—1891).
Он получил образование в Мальборо-колледже в Мальборо, графство Уилтшир. Поступил на военную службу в полк Гордонских горцев и дослужился до звания бригадира. В качестве последнего командовал своим полком (часть 51-й горской дивизии) через Францию, Бельгию, Нидерланды в Германию во время Второй мировой войны, был награждён орденом «За выдающиеся заслуги» и стал командором Ордена Британской империи.
В 1949 году Джеймс Родерик Синклер был назначен первым главнокомандующим армией Цейлона и сыграл важную роль в создании регулярной армии из добровольческих сил обороны Цейлона до 1952 года. По возвращении в Великобританию он получил различные должности в Англии и Шотландии, прежде чем в 1955 году был назначен земельным агентом и управляющим частным поместьем Её Величества королевы в замке Балморал, Абердиншир, где он жил до своей смерти. После увольнения с военной службы он был назначен полковником своего старого полка «Гордонские горцы».
25 марта 1947 года после смерти своего дядя по отцовской линии, Нормана Маклеода Синклера, 18-го графа Кейтнесса (1862—1947), не оставившего после себя наследников мужского пола, Джеймс Родерик Синклер унаследовал титулы 19-го графа Кейтнесса, 14-го баронета Синклера из Канисбея, а также стал главой клана Синклер.
Он занимал должности мирового судьи и заместителя лейтенанта Абердиншира.

## Личная жизнь
Граф Кейтнесс был дважды женат. 29 апреля 1933 года он женился первым браком на Гризель Маргарет Миллер-Каннингем (умерла 2 сентября 1943), дочери сэра Джорджа Миллера-Каннингема. У супругов было три дочери:
- Леди Джин Элизабет Синклер (род. 11 февраля 1936 года), замужем, четверо детей
- Леди Маргарет Никола Синклер Синклер (род. 11 сентября 1937 года), была дважды замужем, двое детей от первого брака
- Леди Фиона Кэтрин Синклер (род. 27 октября 1941 года), замужем, двое детей.

17 августа 1946 года он во второй раз женился на Мадлен Габриэль де Пюри (14 мая 1912 — октябрь 1990), дочери Эдварда Хермана де Пюри и Маргарет Гвин Джефрис, вдове капитана Джорджа Уоринга Древери Ормерода (1910—1944). Её муж погиб на действительной службе в Африке, оставив её с дочерью (Сьюзи). У супругов было дворе детей:
- Леди Бриджит Сара Синклер (18 мая 1947 — 23 апреля 2011), муж с 1976 года Николас Энтони Оппенгейм (род. 1940), трое детей.
- Малкольм Иан Синклер, 20-й граф Кейтнесс (род. 3 ноября 1948).

После его смерти в 1965 году его единственный сын лорд Берридейл стал 20-м графом Кейтнессом и главой клана Синклер.